# Inicjator reakcji
Inicjator reakcji, induktor reakcji – związek chemiczny lub zjawisko fizyczne zapoczątkowujące lub przyśpieszające reakcję chemiczną. W odróżnieniu od podobnie działającego katalizatora inicjator zużywa się bezpowrotnie w trakcie reakcji.
Inicjatory ulegają zazwyczaj rozkładowi z wydzieleniem aktywnych cząsteczek (jonów lub rodników), które następnie reagują z jednym z substratów, trwale się do niego przyłączając, co modyfikuje właściwości tego substratu tak, że jest on zdolny dalej reagować.
Przykładem tego rodzaju procesu jest reakcja polimeryzacji rodnikowej.
W pierwszym etapie inicjator ulega samorzutnemu rozpadowi (zwykle pod wpływem ciepła lub światła) na dwa rodniki:
A-A → 2A*
W drugim etapie rodniki pochodzące z inicjatora przyłączają się do monomeru, w wyniku czego powstaje jego aktywna forma:
A* + M → A-M*
W kolejnych etapach forma ta przyłącza kolejne monomery:
A-M* + M → A-M-M*
A-M-M* + M → A-M-M-M* itd...
Ostatecznie powstaje polimer posiadający na jednym z końców fragment inicjatora, pochodzący z jego pierwotnego rozpadu:
A-MMMMMMMMMM....